# 쉬팅팅
쉬팅팅(중국어 간체자: 徐婷婷, 병음: Xú Tíngtíng, 한자음: 서정정, 1990년 1월 11일~)은 중국의 배드민턴 선수이다.